# Polonia Warszawa
Il Polonia Warszawa, noto in italiano come Polonia Varsavia, è una società calcistica polacca con sede nella città di Varsavia. Fondato nel 1911, ha vinto il campionato polacco nel 2000 e nell'edizione non ufficiale del 1946. Milita in I liga, la seconda serie del campionato polacco di calcio.

## Storia

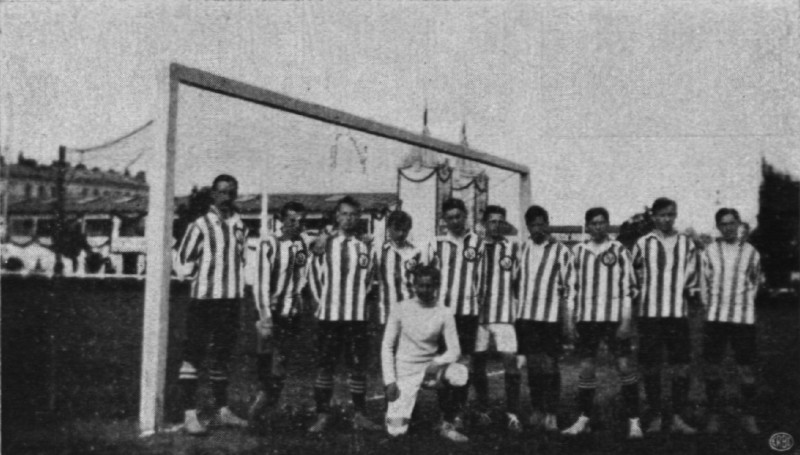
Squadra del Polonia Varsavia nel 1912.

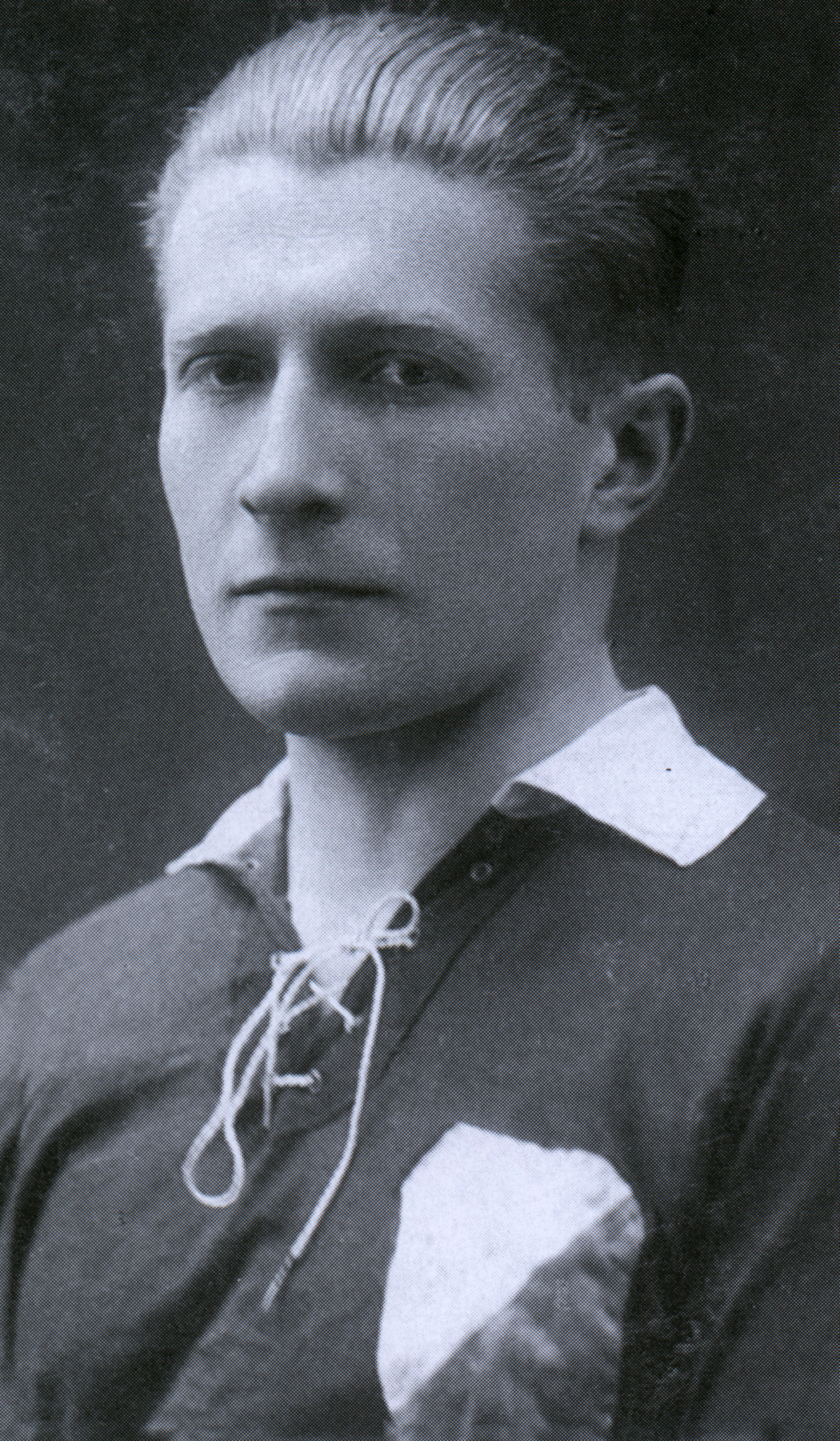
Tadeusz Gebethner, uno dei fondatori del club.

Il club venne fondato nel 1911 a Varsavia quando le squadre di calcio di due scuole secondarie, lo Stella e il Merkury, e che disputavano le partite organizzate dal WKS (Warszawskim Kole Sportowym, circolo sportivo di Varsavia), decisero di unirsi. Il nuovo club venne fondato come Polonia Warszawa, col nome ideato dal capitano Wacław Denhoff-Czarnocki, rifacendosi al nome in latino della Polonia. In quegli anni il Regno di Polonia era sotto dell'Impero russo, quindi la scelta del nome del club aveva anche una finalità patriottica, tanto che ufficialmente doveva riportare la denominazione WKS. Il 19 novembre 1911, presso il Park Agrykola di Varsavia, venne disputata la prima partita di calcio in Polonia tra lo stesso Polonia Warszawa e il Korona Warszawa, primo club fondato a Varsavia nel 1909. L'incontro terminò 4-3 per il Korona. I colori del nuovo club erano il bianco e il nero, ma già nel 1913 la divisa era interamente nera, la cui scelta si presta a diverse interpretazioni: dal lutto per la patria al fatto che la divisa nera non si sporcava più di tanto durante le partite al Park Agrykola, così come l'aggiunta di dischi bianco e rossi della bandiera polacca che venivano sfilati in presenza di pattuglie russe. Nel 1915 con l'occupazione tedesca il club poté ufficializzare la denominazione Polonia Warszawa e l'8 ottobre 1915 si tenne una riunione ufficiale di fondazione del club, su iniziativa di Tadeusz Gebethner, Marian Strzelecki e Stefan Pronaszka. Il 29 aprile 1917 ebbe luogo la prima sfida tra il Polonia e il Legjonowa (denominazione del Legia prima che si trasferisse a Varsavia dalla Galizia), conclusasi sull'1-1. Tre mesi dopo il Polonia disputò la sua prima partita internazionale, contro gli ungheresi del Magyar AC.
Nel 1921, a seguito di un dissidio con la direzione del club, molti componenti della sezione giovanile lasciarono la squadra e fondarono un nuovo club, il KS Warszawianka. Nonostante ciò, il Polonia si classificò al secondo posto nella seconda edizione del campionato polacco, dopo aver vinto il campionato locale di Varsavia. Fino al 1926 vinse il campionato locale e partecipò alla fase nazionale, eccetto che nel 1924 quando non venne organizzata per la concomitanza dei giochi olimpici. In quegli anni il club ottenne dalle autorità un terreno nei pressi della stazione ferroviaria Dworzec Gdański per la costruzione del proprio terreno di gioco. Nel dicembre 1926 i principali club polacchi, tra i quali il Polonia, decisero di formare un girone unico come massima serie del campionato polacco e la prima stagione fu nel 1927, col Polonia che concluse all'ottavo posto. Nel 1928 il club si spostò nella sua nuova sede, al numero 6 della via Konwiktorską di Varsavia, ancora oggi sede del club, e inaugurò il nuovo stadio il 15 agosto vincendo per 5-0 sull'Hasmonea Lwów. Nel 1929, nonostante avesse disputato la prima parte del campionato senza allenatore, riuscì a raggiungere la salvezza e a mantenere il posto in massima serie.

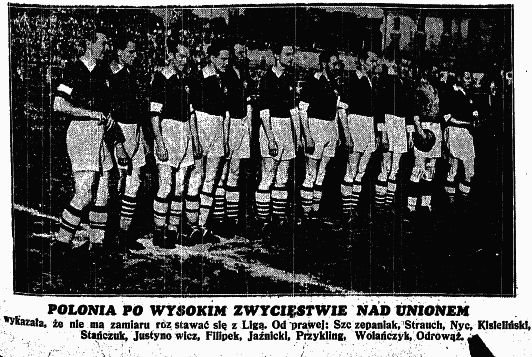
Squadra del Polonia Varsavia nel 1939.

Gli anni trenta ha visto un calo nelle prestazioni del Polonia, con la squadra retrocessa dalla Liga per la prima volta al termine della stagione 1932 e successivamente anche nel 1935. Quest'ultima stagione è stata una delle peggiori del club, avendo conquistato solo otto punti e perso 15 delle 20 partite di campionato. Una delle bandiere del Polonia Varsavia di quegli anni, Władysław Szczepaniak, rappresentò la nazionale polacca sia ai giochi olimpici di Berlino 1936 sia al campionato mondiale 1938. Nel 1937 vinse il campionato locale di Varsavia superando anche i rivali del Legia Varsavia e tornando nella Liga. Dopo un quarto posto conquistato nella Liga 1938, il Polonia Varsavia occupava la settima posizione nella Liga 1939 quando il campionato venne interrotto a causa dell'invasione della Polonia che diede inizio alla seconda guerra mondiale. Nel corso della guerra con l'occupazione nazista tutte le attività sportive vennero proibite ai polacchi, sebbene partite di calcio clandestine vennero disputate, lo stadio del Polonia Varsavia fu teatro di tragici eventi e alcuni dei tesserati morirono nei campi di concentramento, in rappresaglie e durante la rivolta di Varsavia. Nel 1945, con la guerra terminata e con la nascita della Repubblica Popolare di Polonia, il club riprese le attività con la nuova denominazione MKS Polonia Warszawa (Milicyjny Klub Sportowy Polonia Warszawa), successivamente mutata in KS Polonia (Klub Sportowy Polonia). Nonostante la perdita di molti calciatori e l'inagibilità del proprio terreno di gioco, nel 1946 il club vinse un'edizione non ufficiale del campionato polacco, disputato in forma di coppa, risultando essere la prima competizione nazionale vinta dal Polonia Varsavia.
Sul finire degli anni quaranta e nei primi anni cinquanta le autorità comuniste polacche portarono avanti un processo di eliminazione di quanto poteva essere associato alla Varsavia prima della guerra e imposero uno sponsor ai club polacchi: per il Polonia Varsavia fu il settore ferroviario. Tra il 1948 e il 1949 il club cambiò denominazione altre due volte, prima in ZZK Polonia Warszawa (Związek Zawodowy Kolejarzy Polonia Warszawa) e poi in ZKS Kolejarz-Polonia (Kolejarz in polacco si riferisce ai ferrovieri). E nel 1950 la divisa storica nera del Polonia venne messa al bando e divenne di colore marrone con calzoncini blu. Al termine della stagione 1952 venne retrocesso in II liga. Il 21 dicembre 1952 il Polonia vinse la Coppa di Polonia per la prima volta nella sua storia, sconfiggendo in finale per 1-0 il CWKS Varsavia allo stadio dell'Armata Popolare Polacca. Tra i vari sponsor dei club polacchi, quello ferroviario era il meno ricco e puntò la maggior parte dei finanziamenti sul Lech Poznań. Avendo anche pochi finanziamenti, il club, che nel 1957 mutò la propria denominazione in KKS Polonia Warszawa, andò incontro a un calo di prestazioni che lo portò in pochi anni in III liga, terza serie del campionato polacco di calcio. Per tutto il periodo fino alla fine degli anni ottanta il Polonia Varsavia alternò partecipazioni in seconda e in terza serie, con la maggior parte delle stagioni trascorse in III liga, senza riuscire a risalire di livello. Nel 1981 partecipò alla King's Cup in Thailandia, conquistando il terzo posto finale.
Nel 1993, vincendo il girone est della II liga, il Polonia Varsavia venne promosso in I liga, tornando nel primo livello del campionato polacco dopo 40 anni di assenza. Il rientro in massima serie durò per la sola stagione 1993-1994, conclusa al sedicesimo posto e conseguente retrocessione in II liga. Nel 1995 il club cambiò denominazione in Klub Piłkarski Polonia e l'anno seguente riconquistò un posto in I liga assieme al Wisła Cracovia, col quale aveva concluso in testa il girone 2 della II liga. Dopo aver mantenuto la categoria al termine della stagione 1996-1997, il Polonia concluse al secondo posto la I liga 1997-1998 alle spalle del ŁKS. Nell'estate 1997 il Polonia Varsavia partecipò alla sua prima competizione per club UEFA, disputando la Coppa Intertoto 1997 e venendo subito eliminato nella prima fase a gironi con soli due punti conquistati. Due anni dopo raggiunse le semifinali della Coppa Intertoto 1999, venendo eliminato dai francesi del Metz.
La stagione 1999-2000 risultò essere tra le più importanti nella storia del club, poiché arrivò la vittoria del campionato. Il Polonia Varsavia non era partito coi favori del pronostico, ma la squadra allenata da Dariusz Wdowczyk raggiunse la testa della classifica all'inizio del girone di ritorno riuscendo a  mantenerla fino alla fine. Preziosi contributi risultarono essere i nuovi arrivati Tomasz Wieszczycki e Tomasz Kiełbowicz, così come l'attaccante della nazionale polacca Emmanuel Olisadebe. Successivamente, la squadra vinse sia la Coppa di Lega sia la Supercoppa di Polonia. E nella stagione successiva prese parte ai turni preliminari della UEFA Champions League: dopo aver superato i rumeni della Dinamo Bucarest nel secondo turno preliminare, il Polonia venne eliminato dai greci del Panathīnaïkos nel terzo turno. Vennero, conseguentemente, ammessi al primo turno di Coppa UEFA, ma ne vennero subito eliminati dall'Udinese. Nella stessa stagione 2000-2001 il Polonia conquistò un altro titolo, la sua seconda Coppa di Polonia, superando in finale il Górnik Zabrze. Nel 2001 il presidente Janusz Romanowski lasciò la sponsorizzazione del club che iniziava ad avere problemi finanziari e la presidenza passò in mano a Jan Raniecki.
Negli anni successivi il Polonia, che nel 2004 aveva cambiato denominazione in KSP Polonia Warszawa (Klub Sportowy Piłkarski Polonia Warszawa), riuscì a mantenere la categoria, nonostante le difficoltà economiche, che si acuirono nel corso della stagione 2005-2006, culminato con la morte improvvisa del presidente Jan Raniecki il 1º marzo 2006. Il club venne acquistato da Józef Wojciechowski, ma concluse la stagione all'ultimo posto, retrocedendo in seconda serie. Nel 2008 il presidente Wojciechowski firmò la fusione del Polonia Varsavia con il Dyskobolia, che consentì al Polonia di acquistare dallo stesso Dyskobolia la licenza di partecipazione al campionato di Ekstraklasa per la stagione 2008-2009, così come l'intero parco calciatori. La prima stagione dopo la fusione vide il Polonia Varsavia concludere al quarto posto il campionato di Ekstraklasa, accedendo così ai preliminari della UEFA Europa League 2009-2010, dalla quale venne poi eliminato al terzo turno preliminare dagli olandesi del NAC Breda. Il 4 novembre 2011 venne festeggiato il centenario dalla fondazione del club in occasione della partita di campionato valida per il tredicesimo turno contro il Lech Poznań, partita conclusa anche con la vittoria del Polonia a tempo scaduto. La stagione si concluse col sesto posto finale in campionato, ma soprattutto con la decisione del presidente Wojciechowski di cessare la sua sponsorizzazione al club, con la conseguente perdita della maggior parte dei calciatori che si accasarono altrove. Nel luglio 2012 Wojciechowski vendette il club a Ireneusz Król, già proprietario del GKS Katowice, il quale aveva intenzione di muovere il club a Katowice. Lo spostamento del club non avvenne e lo stesso Krol lasciò anche la proprietà del GKS Katowice. Il club venne rinnovato soprattutto per sopperire alla perdita della maggior parte della rosa della stagione precedente, inserendo in prima squadra molti calciatori provenienti dalle giovanili. La stagione 2012-2013 venne conclusa al sesto posto in Ekstraklasa, ma il club ricevette dalla federazione polacca parere negativo sul rinnovo della licenza di partecipazione alla Ekstraklasa per i problemi finanziari del club e per il mancato pagamento delle retribuzioni dovute ai calciatori da parte del presidente Krol, escludendo il Polonia Varsavia dal campionato polacco. Alla fine di giugno 2013 venne presentata istanza di fallimento del club.
Nell'estate 2013 un gruppo di tifosi del Polonia, a seguito del fallimento del club, allestì una nuova squadra sulla base della licenza di partecipazione al campionato di IV liga, quinto livello del campionato polacco di calcio, del MKS Polonia Warszawa (Miejski Klub Sportowy Polonia Warszawa). Alla prima stagione il nuovo club venne promosso in III liga. Nel 2015 il club venne acquistato dalla società per azioni Polonia Warszawa, ristabilendo il nome storico e la tradizione sportiva del club. L'anno successivo la squadra venne promossa in II liga, dove rimase per la sola stagione 2016-2017, per poi ritornare in III liga. Le stagioni 2021-2022 e 2022-2023 marcano però due promozioni consecutive e nella prossima stagione il Polonia militerà nella seconda serie del campionato polacco.
Dopo alcuni anni caratterizzati dall'azionariato diffuso, il 6 marzo 2020 , il francese Gregoire Nitot, presidente e fondatore della SII Polska S.A., acquista il pacchetto di maggioranza del Polonia Varsavia.

## Calciatori

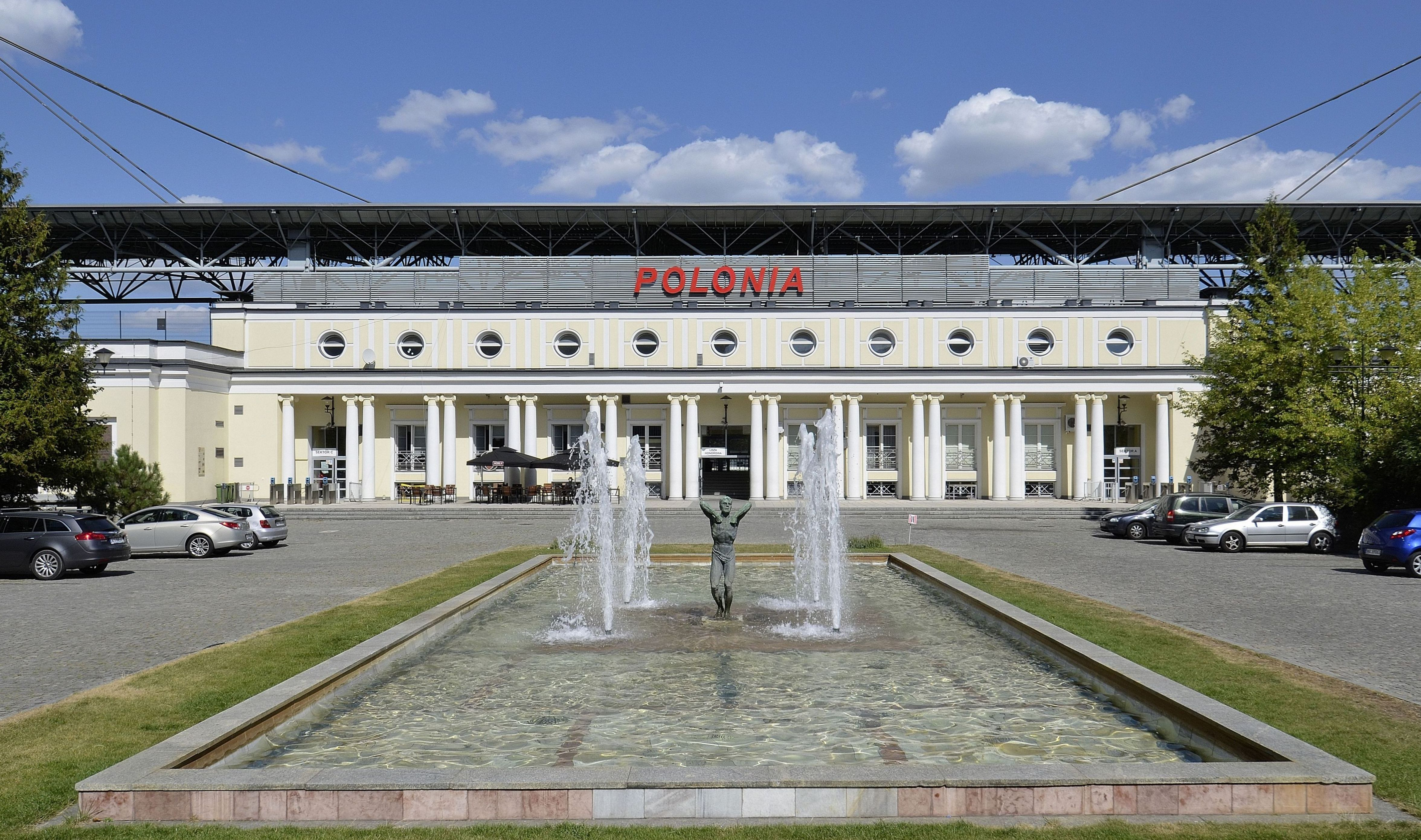
Stadio del Polonia WarszawaGenerale Kazimierz Sosnkowski

## Palmarès

Polonia Varsavia vincitore della Coppa di Polonia nel 1952.

### Competizioni nazionali
- Campionato polacco: 2

1946, 1999-2000
- Coppa di Polonia: 2

1951-1952, 2000-2001
- Coppa di Lega polacca: 1

2000
- Supercoppa di Polonia: 1

2000
- Campionato polacco di seconda divisione: 1

1992-1993
- II liga: 1

2022-2023
- III liga: 1

2021-2022

### Altri piazzamenti
- Campionato polacco:

Secondo posto: 1921, 1926, 1997-1998
- Coppa di Polonia:

Semifinalista: 1950-1951, 1997-1998, 1999-2000, 2008-2009
- Supercoppa di Polonia:

Finalista: 2001
- Coppa Intertoto UEFA:

Semifinalista: 1999

## Statistiche e record

### Partecipazione ai campionati
| Livello | Categoria          | Partecipazioni | Debutto   | Ultima stagione | Totale |
| ------- | ------------------ | -------------- | --------- | --------------- | ------ |
| 1º      | Campionato polacco | 5              | 1921      | 1926            | 36     |
| 1º      | Liga               | 10             | 1927      | 1939            | 36     |
| 1º      | I liga             | 16             | 1948      | 2005-2006       | 36     |
| 1º      | Ekstraklasa        | 5              | 2008-2009 | 2012-2013       | 36     |
| 2º      | Klasa A            | 3              | 1933      | 1937            | 20     |
| 2º      | II liga            | 17             | 1953      | 2007-2008       | 20     |
| 3º      | III liga           | 27             | 1955      | 1990-1991       | 28     |
| 3º      | II liga            | 1              | 2016-2017 | 2016-2017       | 28     |
| 4º      | III liga           | 4              | 2014-2015 | 2021-2022       | 7      |
| 5º      | IV liga            | 1              | 2013-2014 | 2013-2014       | 1      |

### Partecipazione alle coppe europee
Nel conteggio sono incluse anche le partecipazioni ai turni preliminari delle competizioni UEFA.
| Competizione          | Partecipazioni | Debutto   | Ultima stagione | Totale |
| --------------------- | -------------- | --------- | --------------- | ------ |
| UEFA Champions League | 1              | 2000-2001 | 2000-2001       | 1      |
| Coppa UEFA            | 4              | 1998-1999 | 2002-2003       | 5      |
| UEFA Europa League    | 1              | 2009-2010 | 2009-2010       | 5      |
| Coppa Intertoto       | 3              | 1997      | 2003            | 3      |

## Organico

### Rose delle stagioni precedenti
- stagione 2010-2011